# Gare de Hayakawa
Pour les articles homonymes, voir Hayakawa (homonymie).
La gare de Hayakawa (早川駅, Hayakawa-eki) est une gare ferroviaire située dans la ville d'Odawara, dans la préfecture de Kanagawa au Japon. Elle est exploitée par la JR East.

## Situation ferroviaire
La gare de Hayakawa est située au point kilométrique (PK) 86,0 de la ligne principale Tōkaidō.

## Histoire
La gare a été inaugurée le 21 décembre 1922.

## Service des voyageurs

### Accès et accueil
La gare dispose d'un bâtiment voyageurs, avec guichet, ouvert tous les jours.

### Desserte
- Ligne principale Tōkaidō :
  - voie 1 : direction Atami

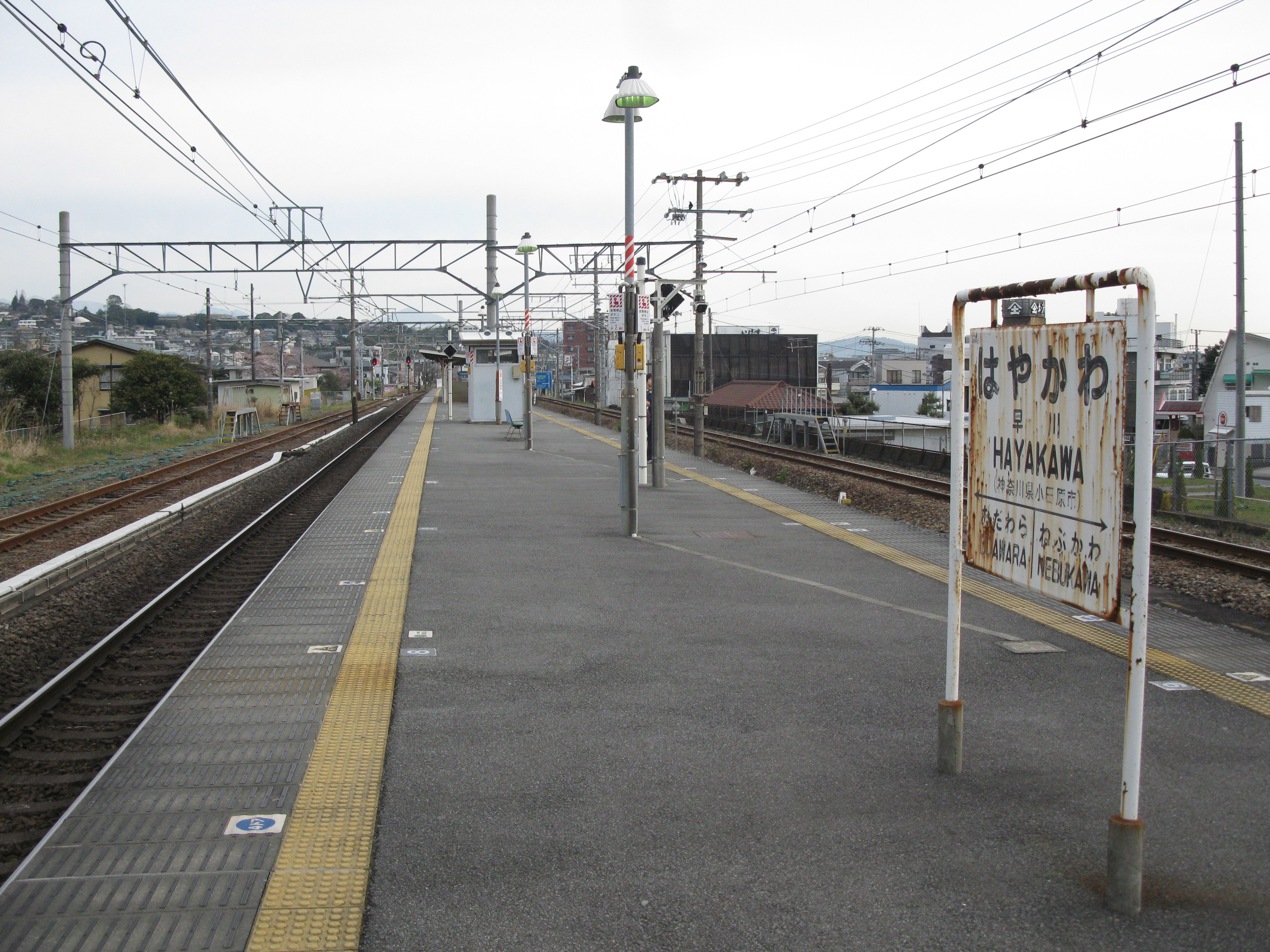
Vue du quai de la gare

  - voie 2 : direction Odawara, Yokohama, Tokyo et Ōmiya